# Gens Ròscia

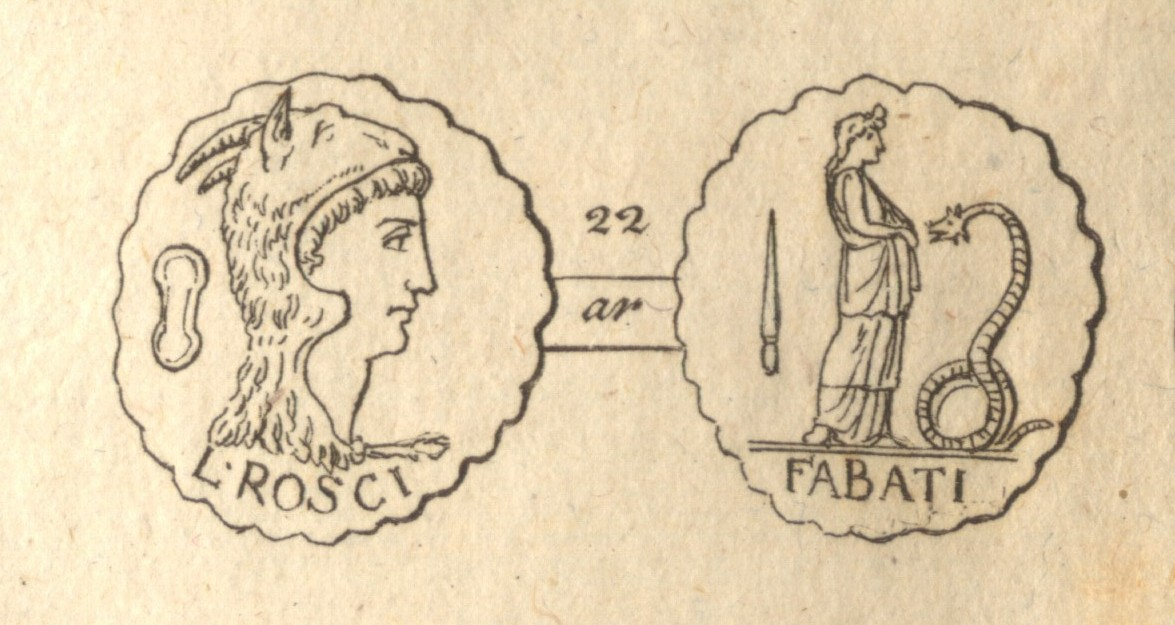
Denari dentat encunyat al voltant de l'any 65 aC. per Luci Rosci. Disseny de Joseph Eckhel, 1787.

La gens Ròscia (en llatí Roscia gens) va ser una gens romana d'origen plebeu i de considerable antiguitat, tal com mostra un Rosci mencionat l'any 438 aC encara que després no n'apareix cap més fins al darrer segle de la república. Cap dels seus membres va arribar al consolat en la república, però tres persones d'aquest nom van ser cònsols durant l'Imperi. Sota la república utilitzaren només els cognomens Fabatus i Otho, sense incloure la branca d'Amèria, que portaven altres cognoms.
Alguns Rosci sense cap cognom van ser:
- Luci Rosci, ambaixador romà.
- Sext Rosci, notable de la ciutat d'Amèria a l'Úmbria.
- Quint Rosci, el més famós actor còmic romà.
- Luci Elià Rosci, cònsol l'any 100.
- Luci Elià Rosci, cònsol l'any 223.